# Anton Ambrož
Anton Ambrož (auch: Antonín Ambrož, Antal Ambrož und eingedeutscht Anton Ambrosch; * 7. April 1839 in Humpoletz; † 27. März 1886 in Krakau) war ein böhmischer Komponist, Militärkapellmeister und Posaunist.

## Lebenslauf
Ambrož studierte von 1852 bis 1858 Musik mit den Hauptfächern Komposition, Orchesterdirektion und Posaune am Prager Konservatorium. Am 7. Juni 1859 trat er als Kapellmeister seinen Dienst beim 29. Feldjäger-Bataillon an, für welches er einen eigenen Regimentsmarsch komponierte. Als Dirigent blieb er bis zum 31. Dezember 1867.
Seine Lebensdaten sind heute nur noch in den Büchern des Militärkapellmeister-Pensionsverein erhalten, dem er am 1. Februar 1861 als Vereinsgründer beitrat. Hier wird auch die tschechische Form „Ambrož“ verwendet, während in deutschen Notenausgaben „Ambrosch“ benützt wird.
Ebenfalls 1861 heiratete er Genoveva Ludwik. Der Ehe entsprangen zumindest vier Söhne, wovon einer im Alter von fünf Jahren starb.
Ab 1. Januar 1868 wechselte er als Kapellmeister zum 5. Artillerieregiment. Jedoch wurden alle Kapellen der Artillerie zum 1. März dieses Jahres aufgelöst, am 1. August 1868 übernahm er die „57er“, wobei er in Pest, Wien, Kaiserebersdorf bei Wien, Olmütz, Troppau und Krakau stationiert war und in Krakau bis zu seinem Tod am 27. März 1886 blieb. Während seiner Kapellmeisterschaft beim 57. Infanterieregiment entstand der Großteil seiner Kompositionen.
Sein bekanntestes und besonders in Tschechien und Österreich populärstes Werk ist der Parade-Defilier-Marsch. Interessanterweise erscheint der 2. Teil dieses Stückes auch im 1886 entstandenen Marsch Mit Sack und Pack des Militärkapellmeisters Anton Rosenkranz als zweiter Teil des Trios. Der letzte Teil des Parade-Defilier-Marsches kommt auch im Arthold-Marsch vor.

## Kompositionen

### Werke für Blasorchester
- 3er Defilier-Marsch
- 29. Feldjäger-Bataillon-Marsch
- 37er Regimentsmarsch (auch bekannt als: Inspizierungs-Marsch) - komponiert aus Anlass der Inspizierung des 37. Infanterie-Regiments durch Erzherzog Joseph Karl Ludwig von Österreich
- 83er Defilier-Marsch
- Arthold Marsch (gewidmet dem Regimentskommandanten (1884–1889) des 57. Infanterie-Regiments, Oberst Johann Arthold)
- Berossini-Marsch
- Direktion gradaus!
- Erzherzog-Carl-Ferdinand-Marsch
- Erzherzog-Johann-Marsch
- Freudenfest-Marsch
- Friedrich Großherzog von Mecklenburg-Schwerin-Marsch
- Hermannsthaler Marsch
- Jubiläums-Marsch
- Mutig voran
- Parade-Defilier-Marsch (Garnisons-Defilier-Marsch) (auch bekannt als: 57er Defiliermarsch)
- Perpic-Marsch (gewidmet dem Regimentskommandanten (1882–1884) des 57. Infanterie-Regiments, Oberst Johann Perpic)
- Soldatenfreund-Marsch (gewidmet Heinrich von Österreich (1828–1891), der bei den Soldaten seines Regiments sehr beliebt gewesen sein soll)
- St. Genois-Marsch
- Treurmarsch

### Werk für Klavier
- Revanche-Ball, Polka française

## Bibliografie
- Wolfgang Suppan, Armin Suppan: Das Neue Lexikon des Blasmusikwesens, 4. Auflage, Blasmusikverlag Schulz GmbH, Freiburg-Tiengen 1994, ISBN 3-923058-07-1.
- Wolfgang Suppan: Das neue Lexikon des Blasmusikwesens, 3. Auflage, Blasmusikverlag Schulz GmbH, Freiburg-Tiengen 1988, ISBN 3-923058-04-7.
- Wolfgang Suppan: Lexikon des Blasmusikwesens, 2. ergänzte und erweiterte Auflage, Blasmusikverlag Fritz Schulz, Freiburg-Tiengen 1976.
- Paul E. Bierley, William H. Rehrig: The heritage encyclopedia of band music: composers and their music, Westerville, Ohio: Integrity Press, 1991, ISBN 0-918048-08-7.
- Emil Rameis: Die Österreichische Militärmusik : von ihren Anfängen bis zum Jahre 1918, in: ALTA MUSICA, Band 2, Internationale Gesellschaft zur Erforschung und Förderung der Blasmusik, (IGEB), Tutzing, Hans Schneider Verlag, 1976, ISBN 3-7952-0174-8, ISBN 978-3-7952-0174-6.
- Československý hudební slovník osob a institucí. Státní hudební vydavatelství, Praha 1963, 1965.
- Johann Branberger: Alphabetisches Verzeichnis der Absolventen des Prager Konservatoriums für Musik und der Alten Orgelschule, in: Das Konservatorium für Musik in Prag - Zur 100-Jahrfeier der Gründung. Verlag des Vereines zur Beförderung der Tonkunst in Böhmen, Prag 1911, 399 S.